# Sottogruppo di Frattini
In algebra, e più precisamente in teoria dei gruppi, il sottogruppo di Frattini {\displaystyle \Phi (G)} di un gruppo {\displaystyle G} è l'intersezione di {\displaystyle G} e di tutti i sottogruppi propri massimali di {\displaystyle G.} In particolare, secondo la definizione, se {\displaystyle G} non ha sottogruppi propri massimali allora {\displaystyle \Phi (G)} coincide con {\displaystyle G} stesso. È simile al radicale di Jacobson che si incontra nella teoria degli anelli. Intuitivamente può essere pensato come il sottogruppo di "piccoli elementi", infatti è caratterizzato dall'essere l'insieme di tutti i "non generatori" di {\displaystyle G.}
Il suo nome deriva da Giovanni Frattini, che ne definì il concetto in un lavoro pubblicato nel 1885.

## Proprietà
- {\displaystyle \Phi (G)} coincide con l'insieme di tutti i "non generatori" di {\displaystyle G}[1]. (Un elemento {\displaystyle a\in G} è un non generatore se può essere sempre rimosso da un insieme di generatori del gruppo senza che quest'ultimo perda tale qualità; cioè {\displaystyle a} è tale che per ogni {\displaystyle X} insieme generatore di {\displaystyle G,} si ha che {\displaystyle X\setminus \{a\}} è ancora un insieme generatore di G[2].)
- {\displaystyle \Phi (G)} è sempre un sottogruppo caratteristico di {\displaystyle G;} in particolare, è sempre un sottogruppo normale di {\displaystyle G}).
- Se {\displaystyle G} è un gruppo finito, allora {\displaystyle \Phi (G)} è un gruppo nilpotente[3].
- Se {\displaystyle G} è un p-gruppo, allora {\displaystyle \Phi (G)=G^{p}[G,G].} Così il sottogruppo di Frattini, rispetto all'inclusione, è il più piccolo sottogruppo normale {\displaystyle N} tale che il gruppo quoziente {\displaystyle G/N} è un {\displaystyle p}-gruppo abeliano elementare[4], il che equivale a dire isomorfo alla somma diretta di gruppi ciclici di ordine {\displaystyle p.} Inoltre, se il gruppo quoziente {\displaystyle G/\Phi (G)} (chiamato anche il quoziente (o fattore) di Frattini di {\displaystyle G}) ha ordine {\displaystyle p^{k},} allora {\displaystyle k} è il più piccolo numero di generatori di {\displaystyle G} (cioè la minima cardinalità per un insieme di generatori di {\displaystyle G}). In particolare, un p-gruppo finito è ciclico se e solo se il suo quoziente di Frattini è ciclico (di ordine {\displaystyle p}). Un {\displaystyle p}-gruppo è un gruppo abeliano elementare se e solo se il suo sottogruppo di Frattini è il gruppo banale.

## Esempio
Un esempio di gruppo con sottogruppo di Frattini non banale è un gruppo ciclico di ordine {\displaystyle p^{2},} con {\displaystyle p} numero primo. Se indichiamo con {\displaystyle G} il gruppo ciclico e con {\displaystyle a} un suo generatore, allora si ha {\displaystyle \Phi (G)=\left\langle a^{p}\right\rangle }.